# فرانك أ. جيمس الثالث
فرانك أ. جيمس الثالث (بالإنجليزية: Frank A. James III)‏ هو عالم عقيدة أمريكي، ولد في 1953 في تكساس في الولايات المتحدة.